# Eotetranychus vesci
Eotetranychus vesci är en spindeldjursart som beskrevs av Boczek 1964. Eotetranychus vesci ingår i släktet Eotetranychus och familjen Tetranychidae. Inga underarter finns listade i Catalogue of Life.